# 美国选举否认派
美国选举否认派主要指的是美国选举過後不承認選舉結果並認為選舉的結果被人操纵或選舉中存在欺诈的人。例如唐納·川普質疑2012年美國總統選舉、2020年美國總統選舉等選舉結果。一些选举分析人士認為选举舞弊其實极其罕见，而且很難影响总统选举結果。